# На бойовому посту: Полум'я слави
На бойовому посту: Полум'я слави (англ. In the Line of Duty: Blaze of Glory) — американський бойовик режисера Діка Лоурі, знятий для показу на телебаченні.

## Сюжет
Колишній морський піхотинець Джефф Еріксон і його кохана вирішують стати новими Бонні і Клайдом. Але з часом влаштовані ними нешкідливі нальоти на банки починають перетворюватися на справжні побоїща, і тоді ФБР відправляє на пошуки кримінальної парочки одного зі своїх найкращих агентів.

## У ролях
- Лорі Лафлін — Джилл Еріксон
- Брюс Кемпбелл — Джефф Еріксон
- Бред Салліван — Майк ЛаСалл
- Сюзанна Томпсон — Сільвія Вітмайр
- Маріанджела Піно
- Віктор Морріс — начальник ФБР
- Бредлі Вітфорд — Том ЛаСалл
- Шеннон Дей — Сінді
- Русс Фаст — юрист
- Карен Степлтон — Карен
- Шеріл Хансен — обвинувач
- Елізабет Сіммонс
- Майкл Лукас
- Енріке Аріас — маршалл Фрейкес
- Боб Гріггс — Гаррі Белломіні
- Білл Харпер — кредитний експерт
- Лінн Марі Сейджер
- Денні Бруно — співробітник Діксон
- Стівен Кларк Пачоза — маршалл 1
- Кеті Сміт
- Ендрю Течер — поліцейський
- Джін Фрідман — доктор Морріс
- Брюс Беркхартсмейер — суддя
- Рік Маллінз — керуючий банком
- Бетті Мойер
- Тамі Дженон Дрейтон
- Тоні Мімс
- Тобіаш Андерсон
- Метт Вільямс
- Жан Брем
- Хенк Картрайт
- Катрін Квонг
- Дерек Сіттер
- Мішель Маріана
- Гарі Руні
- Рід Крістенсон — перший охоронець

в титрах не вказані
- Деніел Джей Кук — інвалід
- Гено Ромо — поліцейський